# Idaea ritteraria
Idaea ritteraria är en fjärilsart som beskrevs av Andreas 1929. Idaea ritteraria ingår i släktet Idaea och familjen mätare. Inga underarter finns listade i Catalogue of Life.